# Hassine Haj Youssef
Pour les articles homonymes, voir Hassine et Youssef.
 (février 2025).
Motif : Absence de sources secondaires centrées
- Archive Wikiwix
- Bing
- Cairn
- DuckDuckGo
- E. Universalis
- Gallica
- Google
- G. Books
- G. News
- G. Scholar
- Persée
- Qwant
- (zh) Baidu
- (ru) Yandex
- (wd) trouver des œuvres sur Wikidata

| 1. | Préciser le motif de la pose du bandeau. | Précisez le motif de la pose du bandeau en utilisant la syntaxe suivante : {{admissibilité à vérifier\|date=mars 2025\|motif=remplacez ce texte par le motif}}                           |
| 2. | Informer les utilisateurs concernés.     | Pensez à avertir le créateur de l'article, par exemple, en insérant le code ci-dessous sur sa page de discussion : {{subst:avertissement admissibilité à vérifier\|Hassine Haj Youssef}} |

 (août 2012).
Si vous disposez d'ouvrages ou d'articles de référence ou si vous connaissez des sites web de qualité traitant du thème abordé ici, merci de compléter l'article en donnant les références utiles à sa vérifiabilité et en les liant à la section « Notes et références ».
Hassine Haj Youssef (arabe : حسين الحاج يوسف), né le 10 juin 1946 à Monastir, est un ethnomusicologue, pédagogue et producteur radiophonique tunisien.

## Biographie
Formé par Salah El Mahdi, il étudie la musique arabe classique à Tunis.
Professeur au conservatoire national de musique et de danse de Monastir et à l'Institut supérieur de musique de Sousse, Haj Youssef est aussi producteur de plusieurs émissions de musique traditionnelle et d'anthropologie à Radio Monastir et à la télévision nationale tunisienne[réf. nécessaire]. Il anime également des émissions radiophoniques pour partager ses recherches avec le grand public.
Impliqué dans la pédagogie et la transmission, il a adapté la méthode de Zoltán Kodály à l'enseignement de la musique arabe[réf. nécessaire].
Pionnier, il consacre vingt ans au recensement des traditions musicales tunisiennes, en enregistrant et analysant les pratiques musicales des confréries soufies, des fanfares de villages et les chants populaires à travers le pays,. En même temps, il note l'habillement, le maquillage et les accessoires des participants. Ses recherches en ethnomusicologie et en anthropologie ont servi à la majorité des chercheurs universitaires en Tunisie[réf. nécessaire]. Son ouvrage Les ordres soufis et leurs pionniers en Tunisie (الطرق الصوفية وروادها بالبلاد التونسية), en collaboration avec Abdel Wahab Bouzgarrou, est édité par le Centre des musiques arabes et méditerranéennes et les éditions Sotumedias en 2021.
Depuis 2005, il consacre son temps à la composition, aux conférences et à la production radiophonique.
Il est le père du violoniste et compositeur Jasser Haj Youssef et le petit-fils du poète et chanteur Sadok Haj Youssef[source insuffisante].